# Reloj Long Now

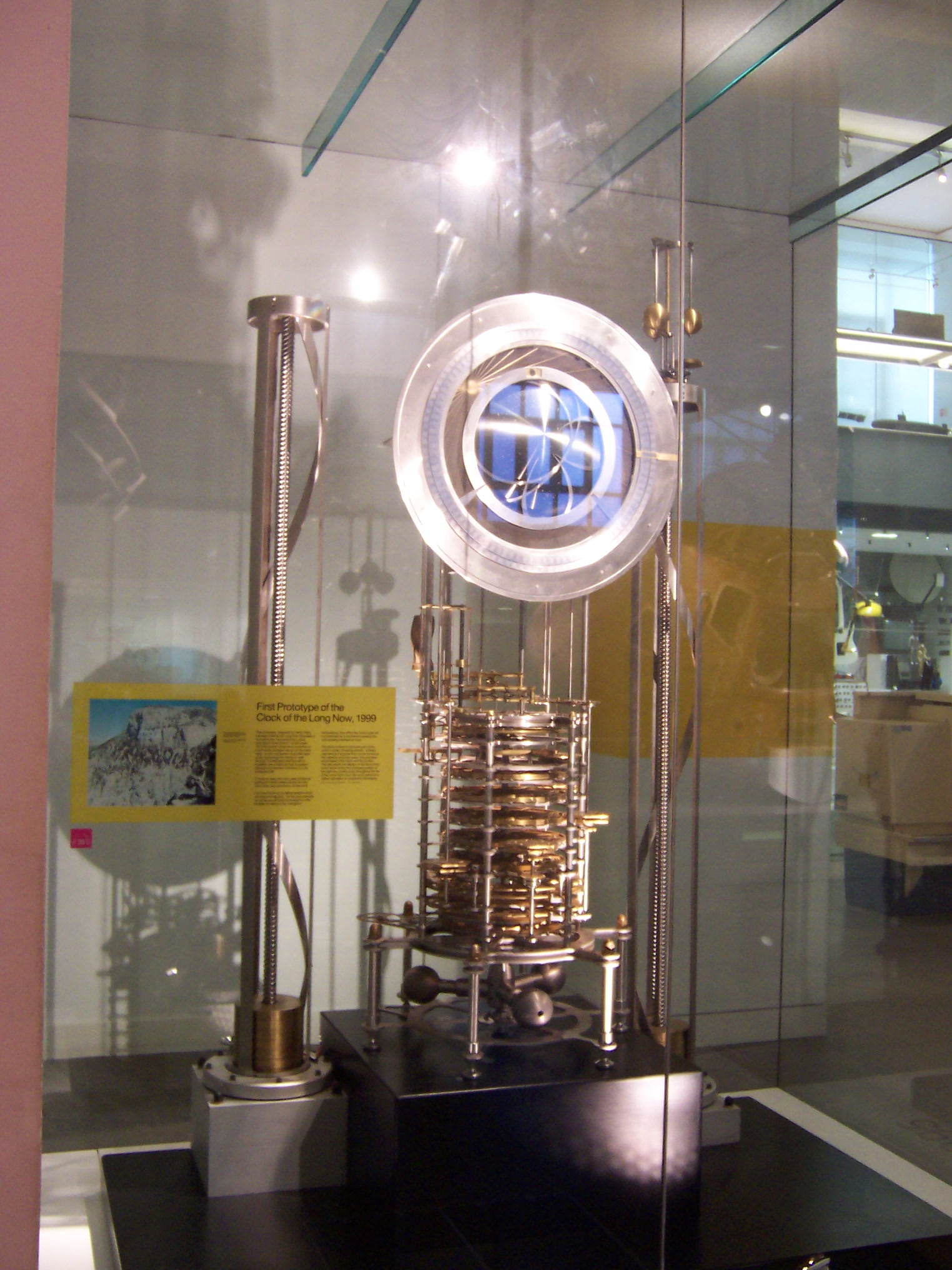
Prototipo del reloj Long Now en el Museo de Ciencias de Londres (2005).

El Reloj Long Now, también conocido como reloj de los 10 000 años, es un proyecto de reloj de la Long Now Foundation pensado para medir el tiempo por los próximos 10 000 años.
El reloj estaría dividido en milenios en vez de en horas y usaría los siglos a modo de minutero y los años como segundero. En palabras de su creador:
| Quiero construir un reloj que haga "tic" una vez al año. El "brazo" de los siglos avanza una vez cada cien años, el cucú saldrá una vez cada mil. Quiero que el cucú salga fuera cada milenio durante 10 000 años. Si me doy prisa, podría conseguir acabar el reloj para hacer salir el cucú por primera vez. —Daniel Hillis |

Este reloj es un invento de Danny Hillis, quien en una declaración optimista, propone el reloj como un reto para nuestra sociedad de no extinguirnos. Consideraba que, si la edad de nuestra civilización es de 10 000 años, necesitamos como comunidad un reto para sobrevivir 10 000 años más: un reloj del que nuestros descendientes se preocupen. Es un mecanismo que se proyecta hacia el futuro de una manera material y que nos responsabiliza como sociedad, pues supone un compromiso ante la historia, ya que nadie quiere ser recordado como el destructor del reloj por sus descendientes. Por lo tanto, es una responsabilidad generacional ante el fracaso. También podríamos considerar el reloj cómo la herramienta que nos permite recordar que si un mecanismo puede funcionar durante 100 siglos, ¿por qué nosotros cómo sociedad no podemos seguir existiendo? Por lo tanto, es una propuesta para sobrevivir cómo sociedad actual mediante proyectos intergeneracionales que futuros conocimientos puedan finalizar.

## Historia
El proyecto estuvo concebido por Danny Hillis en 1986 y el primer prototipo empezó a funcionar el 31 de diciembre de 1999, justo a tiempo para el fin de milenio. A medianoche el indicador de la fecha pasó de 01999 a 02000, y la campana dobló dos veces anunciando el fin del segundo milenio. El prototipo mide unos dos metros y está expuesto en el Museo de Ciencias de Londres.
Después de 25 años ideando el proyecto, en febrero de 2018 se inició su construcción gracias a la inversión de Jeff Bezos, fundador de Amazon, de 42 millones de dólares. También ha dado a la causa el terreno dónde se construirá el reloj.
Los diseñadores del proyecto esperan que sea el primero de muchos otros que se irán construyendo a lo largo del tiempo. Hoy en día hay un segundo lugar dónde se plantea construir el segundo reloj. Este se encuentra en Nevada, en un lugar rodeado de pinos con cinco milenios de antigüedad. Esta especie de pinos son el organismo más longevo del planeta; por esto, establecerán allí el segundo reloj, pues se trata de una zona con especies milenarias.

## Localización
Las dimensiones del reloj son importantes: un total de 150 metros de altura. Esta excepcionalidad requiere que su ubicación también lo sea. El reloj se construirá dentro de una montaña vacía de piedra caliza, cerca de Van Horn, en la cordillera de Sierra Diablo, Texas. Es un lugar de muy difícil acceso, pues solo se puede acceder por un túnel a 1500 metros de altitud, es decir, a la parte más alta del desierto. La localización en el caso del reloj es muy importante, pues actuará como almacenamiento de un material que debe estar en buen estado durante 100 siglos. Esta montaña es el lugar ideal ya que se encuentra en un desierto seco y con una temperatura que mantendrá en buen estado el reloj. La amenaza más importante que sufre el reloj es la humana, pues es impredecible. Por esto, se ha construido en un lugar de muy difícil acceso para los visitantes, por su altitud y su camino dificultoso. Los ideólogos consideran su acceso una especie de peregrinaje. Pese a todo, esta solución es un proyecto de futuro, ya que aún no se ha abierto al público.

## Mecanismos
El reloj está formado por materiales resistentes y estables que incluyen el titanio, la cerámica y el acero inoxidable. A pesar de ser un reloj clásico es muy sofisticado. Está formado por diversas partes expuestas a lo largo de un túnel muy profundo a causa de su altura.
La primera parte del reloj es el contrapeso del sistema de accionamiento del reloj, formado por una gran pila de discos de piedra que suministran la energía para acccionar el péndulo. A continuación encontramos un molinillo horizontal o un cabrestante como el torniquete del áncora de un antiguo barco de vela. Esta es la parte que interpela directamente al visitante, pues este habrá de empujar el cabecero del reloj y alzar sus piedras para activarlo.

Representación del mecanismo de la cruz de malta de los 20 engranajes del reloj.

Seguidamente encontramos los 20 engranajes que configuran el cuerpo del reloj. Estos tienen un tamaño considerable: cada uno mide 2,5 metros de diámetro y pesa 453 kg. Son los responsables de las melodías que los timones harán sonar en el interior de la montaña. Las melodías de las campanas nunca serán las mismas, de acuerdo con el pensamiento del tiempo como un objeto progresivo en lugar de reciclado. Podríamos decir que los engranajes configuran casi un sistema informático gracias a un elaborado sistema de ranuras y correderas que realizan una serie de cálculos digitales para generar 3,5 millones de melodías diferentes, pareciéndose pues a la máquina diferencial de Babbage. El reloj es pues el único mecanismo que puede calcular sin electricidad, convirtiéndose así en el ordenador más lento del mundo. Estos engranajes funcionan con el mecanismo de la Cruz de Malta, que convierte un movimiento circular continuo en un movimiento circular discontinuo.
Finalmente, en la parte superior del túnel encontramos la cara del reloj, de unos 2,5 metros de diámetro. Esta muestra los ciclos naturales del tiempo astronómico, el ritmo de las estrellas y los planetas, entre otros. También cumple la función básica de un reloj: dar la hora del día; pero no es tan fácil. El visitante encontrará la hora del día que era cuando la última persona lo visitó. Eso se debe a un consciente ahorro de energía, ya que el movimiento de marcaje consume menos energía que los mecanismos que activan las campanas. Para ver la hora correcta has de hacer girar el molinillo horizontal que hemos mencionado al inicio, hasta un cierto punto, donde se parará y mostrará la hora y la fecha actuales. A pesar de esto, el reloj está diseñado para funcionar durante 10 000 años aún sin que nadie lo visite, es decir, sin recibir visitas. Si durante un largo período de tiempo nadie lo actualiza, el reloj obtendrá la energía a partir de las diferencias de temperatura entre el día y la noche. La luz solar entrará por una ventana de safir orientada hacia el sur, situada en lo alto de la montaña, y calentará una cámara de aire que terminará haciendo girar un cilindro de grafito. Este sistema suministrará energía suficiente para mantener el péndulo en movimiento y también servirá para corregir la hora del reloj a partir de la posición del sol a mediodía. Por tanto, és primer reloj a gran escala que funcionará con energía térmica.
Otras partes del reloj se encuentran a oscuras. Teniendo en cuenta que el reloj solo dispone de un único punto de luz situado en la parte superior de túnel, la mayoría de sus partes están a oscuras o en penumbra. Más a dentro encontramos el péndulo, rodeado por un escudo de vidrio de cuarzo para evitar el polvo o movimientos de aire. Es un conjunto de titanio de casi 2 metros que finaliza con pesas de titanio de medida futbolística. Este oscilará con un período de 10 segundos, impulsado por un típico mecanismo de escape y con la energía suministrada por el gran peso de piedra que hemos mencionado al principio.

## Tiempo
El sistema de engranajes basándose en los mecanismos de la Cruz de Malta hacen que el tiempo sea mucho más preciso que si los comparamos con los engranajes convencionales. Esta precisión es fundamental, ya que el reloj calcula diversos tipos de tiempo a la vez.
Este reloj estaría dividido en milenios, en lugar de horas, y utilizaría los siglos como minutos y los años como segundos.